# Немецкая овчарка
Немецкая овчарка — порода собак, изначально использовалась в качестве пастушьей и служебно-разыскной собаки.
Немецкая овчарка была получена в результате селекции и скрещивания некоторых разновидностей гуртовых собак Центральной и Южной Германии. Различают гладкошёрстную и длинношёрстную разновидности.

## История и происхождение породы

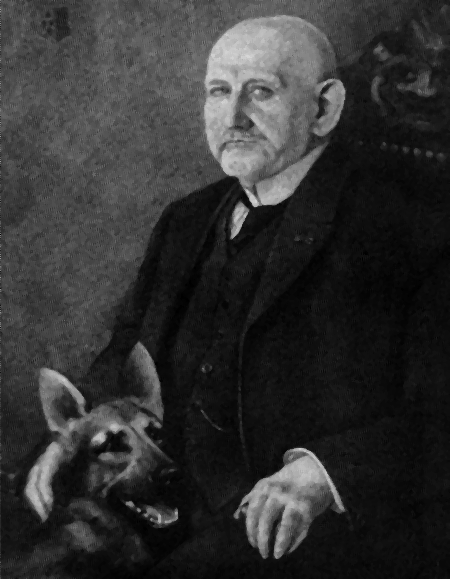
Макс Эмиль Фредерик фон Штефаниц — основатель породы собак Немецкая овчарка и первый президент Ассоциации любителей породы собак немецкая овчарка (Verein für Deutsche Schäferhunde) (на фотографии вместе со своей собакой — первой в истории зарегистрированной немецкой овчаркой по имени Грайф (Horand von Grafrath))

Определяется два основных центра происхождения, а именно на нынешней территории Скандинавии и Северо-Западной России. Существует мнение[кого?], что при формировании породы подмешивали крови индийского волка.
Немецкая овчарка как культурная, заводская порода существует менее ста лет. Но она имеет более длительную историю как аборигенная порода, созданная пастухами и крестьянами Германии, на протяжении нескольких веков отбиравших только самых подходящих для работы собак.
Немецкая овчарка как заводская порода была выведена в конце XIX века. Своим официальным рождением порода обязана усилиям основателей Клуба (Ассоциации) любителей породы собак немецкая овчарка (Der Verein für Deutsche Schäferhunde), во главе которого стоял ротмистр Макс Эмиль Фредерик фон Штефаниц, по праву считающийся крёстным отцом этой породы собак. Широта взглядов фон Штефаница позволила ему без всякой предвзятости оценивать различные типы овчарок, чтобы создать некий универсальный тип. В основу будущей породы лёг один-единственный принцип: «Немецкой овчаркой считается любая пастушья собака, обитающая в Германии, которая, благодаря постоянным тренировкам её качеств пастушьей собаки, достигает телесного и психического совершенства в рамках своей утилитарной функции».
Первый официальный представитель немецкой овчарки был кобель по кличке Грайф грязно-белого окраса. Он был показан на выставке в Ганновере в 1899 году и первым внесён в родословную книгу немецких овчарок.
Выведение породы, организованное и поставленное с национальным размахом, быстро прогрессировало благодаря объединённым усилиям немецких заводчиков пастушьих собак. В 1899 году немецкая овчарка впервые была официально показана на выставке собак.

## Стандарт породы

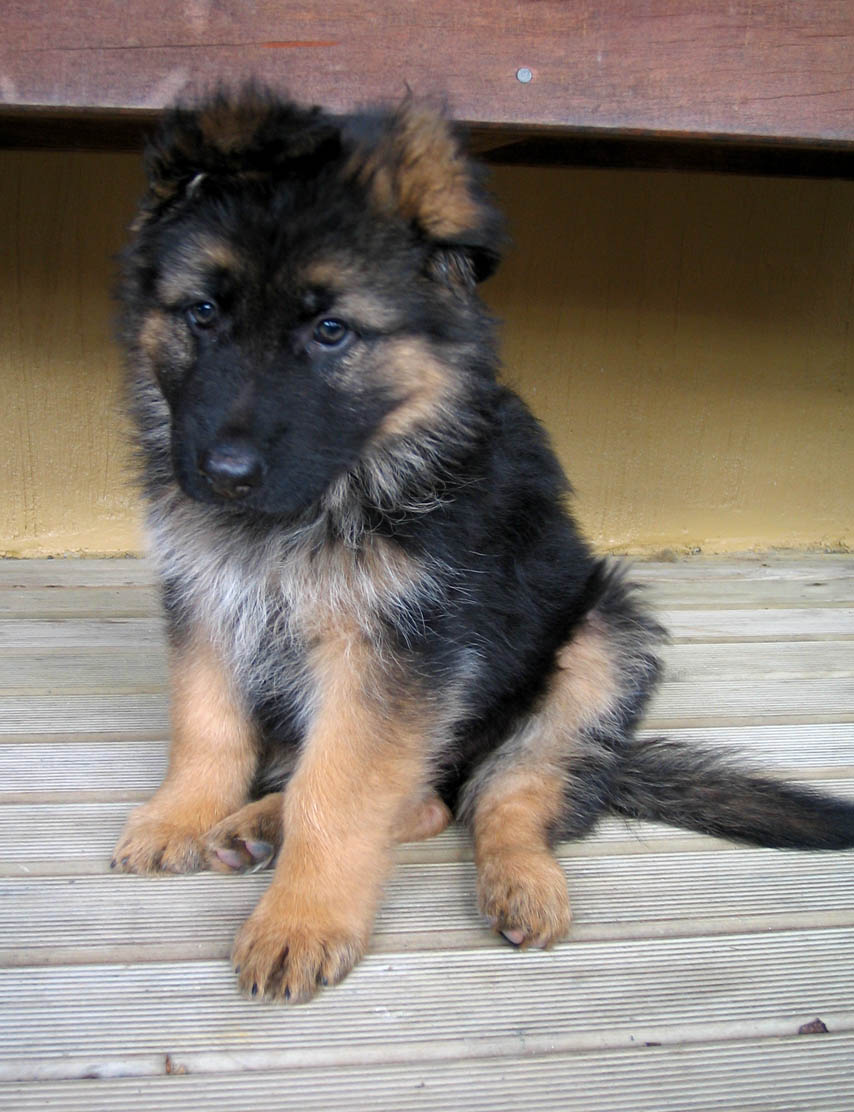
Щенок немецкой овчарки

Стандарт породы немецкая овчарка был впервые составлен Штефаницем и Майером в 1899 году. Первоначальный текст был дополнен на шестой ассамблее членов SV, происходившей 28 июля 1901 года, на 23-й ассамблее, состоявшейся 17 сентября 1909 года в Кёльне, на собрании Совета директоров и Консультативного комитета в Висбадене 5 сентября 1930 года и на заседании Комиссии по разведению и Совета директоров 25 марта 1961 года. Затем текст был пересмотрен Всемирным союзом обществ любителей немецкой овчарки (Weltunion der Vereine für Deutsche Schäferhunde WUSV Архивная копия от 10 июля 2020 на Wayback Machine) и принят на заседании WUSV 30 августа 1976 года. Ещё раз стандарт был переписан и реструктурирован 23—24 марта 1991 года. За исключением небольших изменений этот стандарт остается актуальным до сих пор.

## Развитие породы в XX веке
Первоначальное предназначение немецкой овчарки — охрана стада. Сокращение количества домашнего скота и широкое распространение породы заставили заводчиков искать новые способы использования собаки, благо её физические и психические качества, стойкость, выносливость, устойчивость к сложным погодным условиям, прекрасно развитое чутьё сделало её универсальной собакой для многих занятий. Блестящие успехи немецкой овчарки в самых различных видах деятельности не замедлили обратить на себя внимание. В 1901 году полицией совместно с Германским клубом любителей немецкой овчарки были организованы специальные испытания, а два года спустя составлены и опубликованы правила дрессировки и использования полицейских собак. В 1914 году клуб SV организовал демонстрацию возможностей немецкой овчарки в армии. В 1925 году во Франкфурте-на-Майне состоялся первый выставочный чемпионат.
Первая мировая война выдвинула немецкую овчарку в прямом и переносном смысле на передовые позиции. Незаменимая помощница военных, она стала превалировать в питомниках как немецкой армии и в войсках её союзников, так и в армиях Антанты.
Вторая мировая война нанесла собаководству, как и всем другим областям жизни, огромный ущерб, однако некоторым заводчикам всё-таки удалось сохранить небольшое количество племенных собак. В 1946 году Германия оказалась поделённой на две части. Естественно, что с этой поры в ГДР стали возникать свои линии собак.

## Внешний вид
Немецкие овчарки — это мускулистые и сильные собаки среднего размера. Рост кобелей 60-65 см, вес 30-40 кг, рост сук 55-60 см, вес 22—32 кг. Длина корпуса больше высоты на 10—17 %, корпус имеет наклон около 23°.
Голова у породы клинообразная, составляет 40 % от высоты в холке. Голова сухая, немного округлая, длина черепа равна длине морды. Череп плавно сужается от ушей к носу. Зубы немецкой овчарки крепкие, всегда в полном комплекте, прикус ножницеобразный. Губы твердые и плотно сомкнутые. Уши у собаки стоячие с широкими основаниями и острыми кончиками, параллельны друг другу. Глаза средние, миндалевидные, параллельны друг другу, наиболее тёмного цвета, светлые глаза допустимы, но не желательны. Выражение живое и умное.
Линия верха непрерывная от шеи до крупа. Холка высокая, спина длинная и сильная, поясница широкая и короткая. Грудь широкая и глубокая, хорошо выраженная, рёбра умеренно овальные, грудь не бочкообразная. Круп длинный и плавно наклоненный на 23°, переходит в основание хвоста. Хвост доходит минимум до скакательного сустава, на кончике хвоста более длинная шерсть. В состоянии покоя хвост свисает вниз с легким саблевидным изгибом, в движении он поднимается, но не выше спины, изгиб увеличивается.
Передние ноги прямые и абсолютно параллельные. Лопатки и плечи ровные, одинаковой длины, мускулистые. Лопатки поставлены на искось, (примерно 45°), плотно прижаты к телу. Задние ноги отставлены назад, параллельны друг другу. Бёдра и голени равной длины, образуют угол 120°. Скакательные суставы крепкие и сильные. Лапы круглые, плотные с жёсткими подушечками и крепкими, тёмными когтями.
Кожа свободно прилегает, без складок.

### Шерсть и окрасы
Шерсть бывает двух типов:
- Короткая, жёсткая и плотная ость с подшёрстком
- Длинная и более мягкая ость с подшёрстком

Окрас бывает чёрно-жёлтым, чёрно-серым, чёрно рыжим с разной степенью яркости. Также бывает однотонный чёрный и зонарно-серый (серый с затемнением на спине и чёрной маской) и зонарно-рыжий (рыжий с затемнением на спине и чёрной маской). Могут быть небольшие, не бросающиеся в глаз отметины белого цвета. Нос должен быть чёрным. Подшёрсток светло-серый.

## Раскол породы

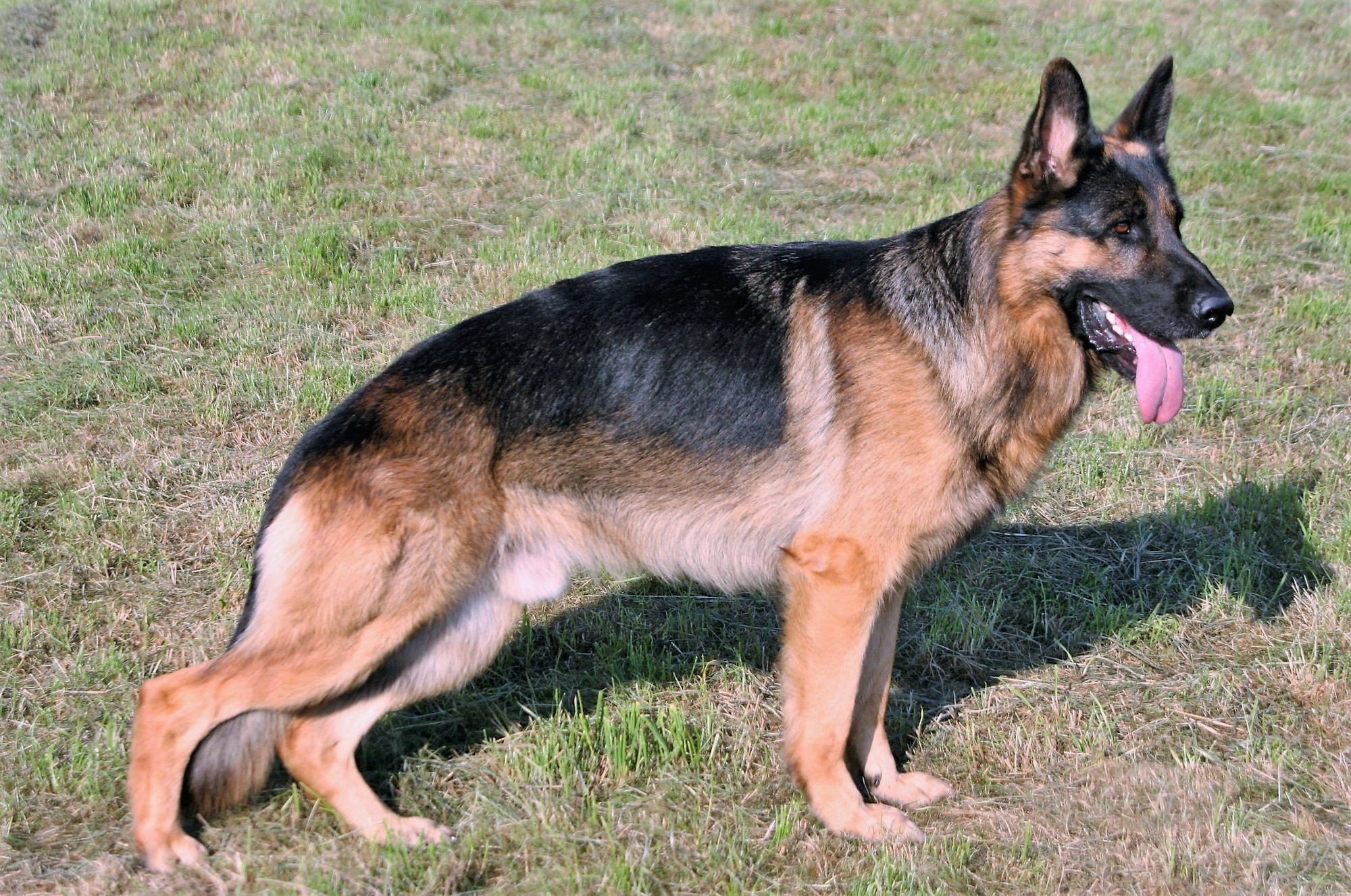
Немецкая овчарка шоу-типа

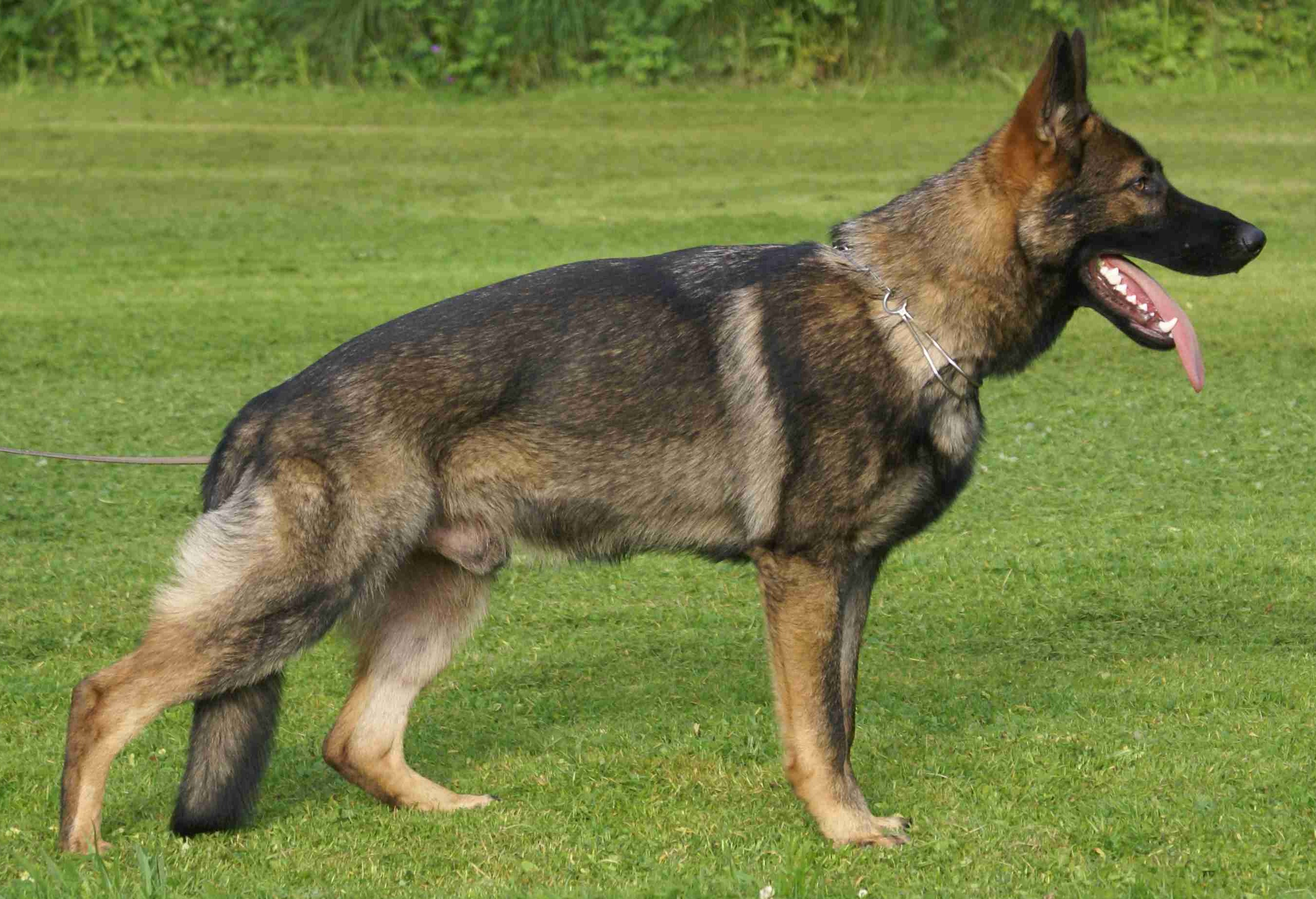
Немецкая овчарка рабочего разведения

В 2002 году среди заводчиков немецких овчарок произошёл раскол на два лагеря: шоу-тип (выставочный) и рабочее разведение. Представители первого лагеря уделяют наибольшее внимание внешнему виду, выставочным качествам и удобству содержания в качестве домашней собаки. Это привлекает многих покупателей-непрофессионалов и увеличивает количество приобретаемых немецких овчарок в качестве домашнего любимца, но привело к ухудшению рабочих служебных качеств породы .
Всё началось ещё в начале прошлого века, когда некоторые заводчики вывели овчарок гигантских (для данной породы) размеров, которые производили лучшее внешнее впечатление, но были хуже в работе:
«В настоящее время [1930 год] немцы культивируют крупных овчарок, доходящих до 70 и более сантиметров. Подобные собаки тяжелы и не выносливы, что отражается на быстроте и успешности работы, в особенности при сильной жаре». Тогда Штефаниц вернул породу к первоначальному стандарту, но ненадолго. На рубеже 60-70-х годов у немецких овчарок появилась новая мода — скошенная линия спины, которая считалась более гармоничной, чем обычная:
«Многие собаководцы — фанатики красоты — перешли границы, допустимые для рабочего телосложения. Так возникли „гиеновидные“ типы, которые наблюдаются в некоторых линиях, но племенному стандарту не соответствуют.»
После смерти Штефаница шоу-эстафету подхватили Вальтер Мартин, судья главных выставок Европы, и его брат Херман Мартин, которые стал президентом SV. Они перенаправили официальные стандарты породы в сторону шоу-типа.
В 2002 году часть заводчиков, недовольных таким положением вещей, покинули SV, определив направление своей деятельности девизом Макса фон Штефаница: «немецкая овчарка — собака для работы».
Сегодня овчарки шоу-типа и рабочего разведения до такой степени отличаются друг от друга, что можно говорить о разных породных группах. Их легко отличить друг от друга даже внешне (намного легче, чем некоторые другие породы собак, например, американского эксимосского шпица и японского шпица): рабочие овчарки больше похожи на тех, какими они были первоначально, они не такие крупные, более лёгкие, имеют относительно прямую спину и разнообразные окрасы, наиболее часто — волчьи (зонарные), классический же чепрачный (чёрно-рыжий) является для них более редким. Овчарку шоу-типа можно узнать по сильно скруглённой спине (собака словно присела на задние лапы или готовится прыгнуть), они часто более крупные по размеру и бывают практически единственного окраса — чепрачного. По характеру немецкие овчарки шоу-типа считаются более мягкими и подходящими для семьи, а рабочие — более активными и предназначенными для службы.

## Порода в наши дни
Основной тенденцией последних двух десятилетий является расширение круга племенных собак, в основном благодаря сотрудничеству с опытными собаководами всех пяти континентов, строго соблюдающих рекомендации немецких специалистов. В результате возникла конкуренция не только на чемпионате SV, но и на европейских и всемирных чемпионатах служебных собак, из года в год подтверждающая, что во всем мире появилось большое количество заводчиков и просто любителей немецких овчарок, способных конкурировать с их коллегами из Германии.

## Общая характеристика

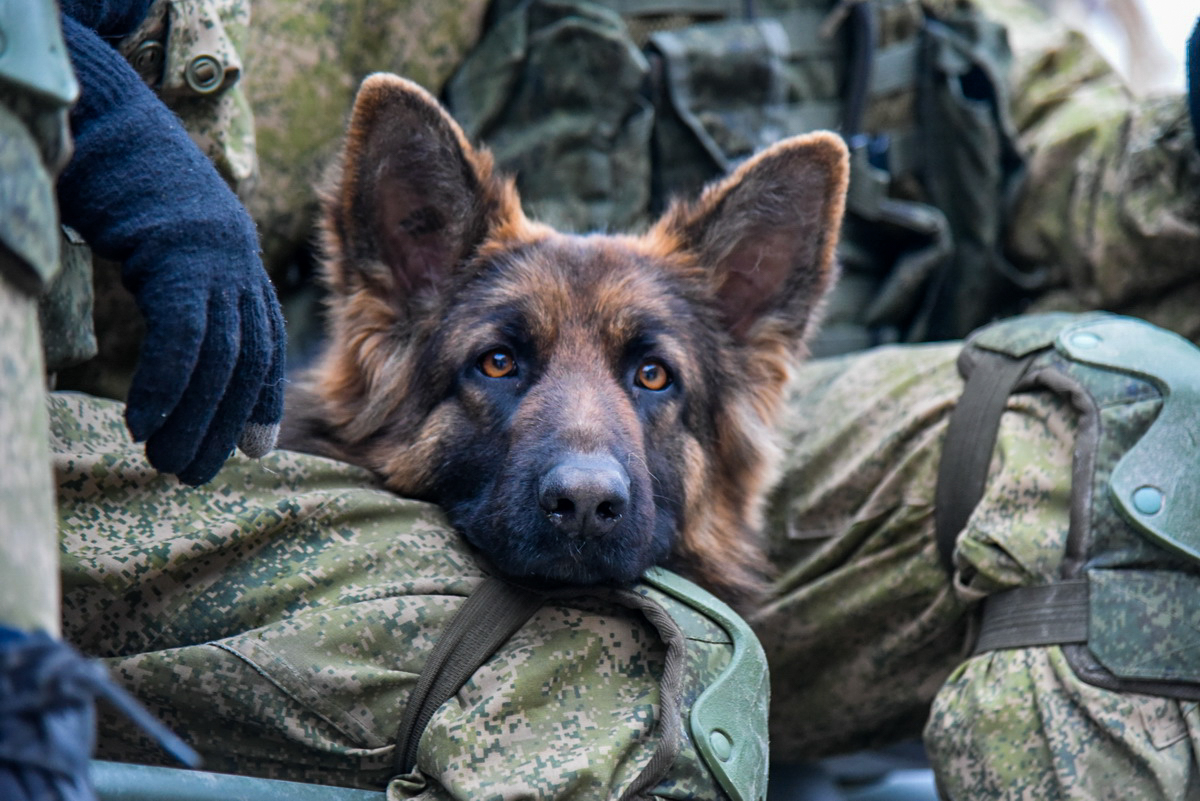
Собака МПМЦ ВС РФ, участвующая в разминировании Алеппо (Сирия)

Это служебная собака с уравновешенным, подвижным типом поведения, поддающаяся к разнообразным видам дрессировки. Наиболее успешны немецкие овчарки рабочего разведения в таких видах спорта, как ОКД, ЗКС, IGP, IPO-FH. Немецкая овчарка наиболее успешна, если имеет одного хозяина, но при этом её сильной стороной (как служебной собаки) является то, что она легко меняет проводника и заинтересованно работает с новыми.

## Хозяйственное значение

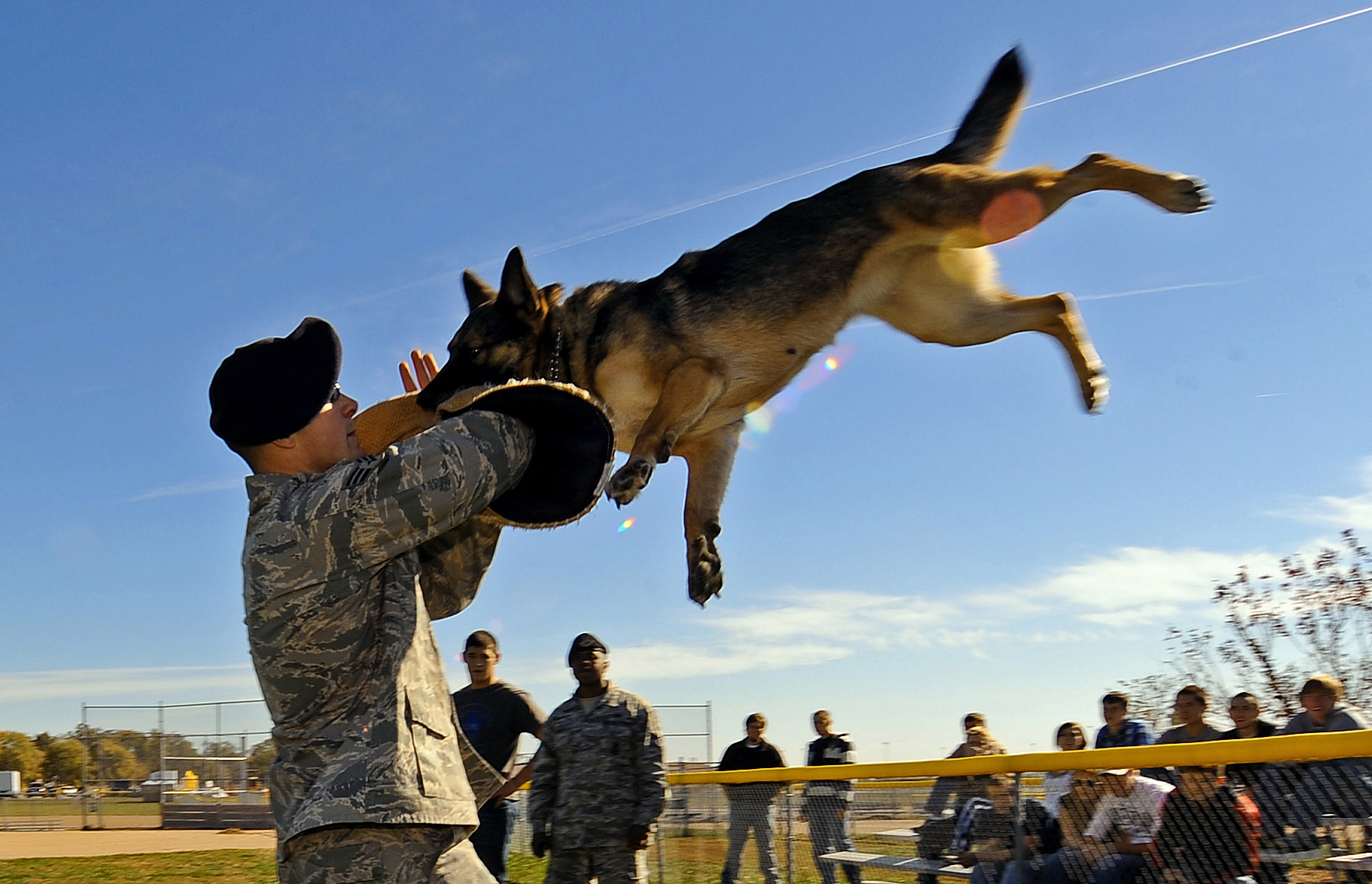
Дрессированная немецкая овчарка задерживает «нарушителя» (Военно-воздушные силы США)

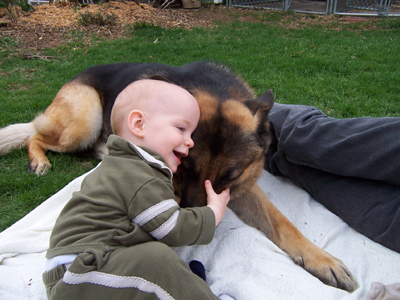
Собаки этой породы прекрасно ладят с детьми

Немецкая овчарка универсальна. Она одинаково хорошо может служить собакой-компаньоном, охранной, защитной, сыскной, служебной и караульной собакой. Успешно используется в животноводстве как пастушья собака. Чаще других пород используется на службе в армии, в полиции, для охраны государственных границ. Хорошо выдрессированная немецкая овчарка незаменима при задержании объекта преследования. Используется для сопровождения слепых. Прекрасно ладит с детьми. Однако, как и любая крупная собака, нуждается в наблюдении и контроле при общении с детьми. Не принято оставлять немецкую овчарку наедине с детьми, особенно с маленькими, во избежание травм и несчастных случаев.

## Фотогалерея

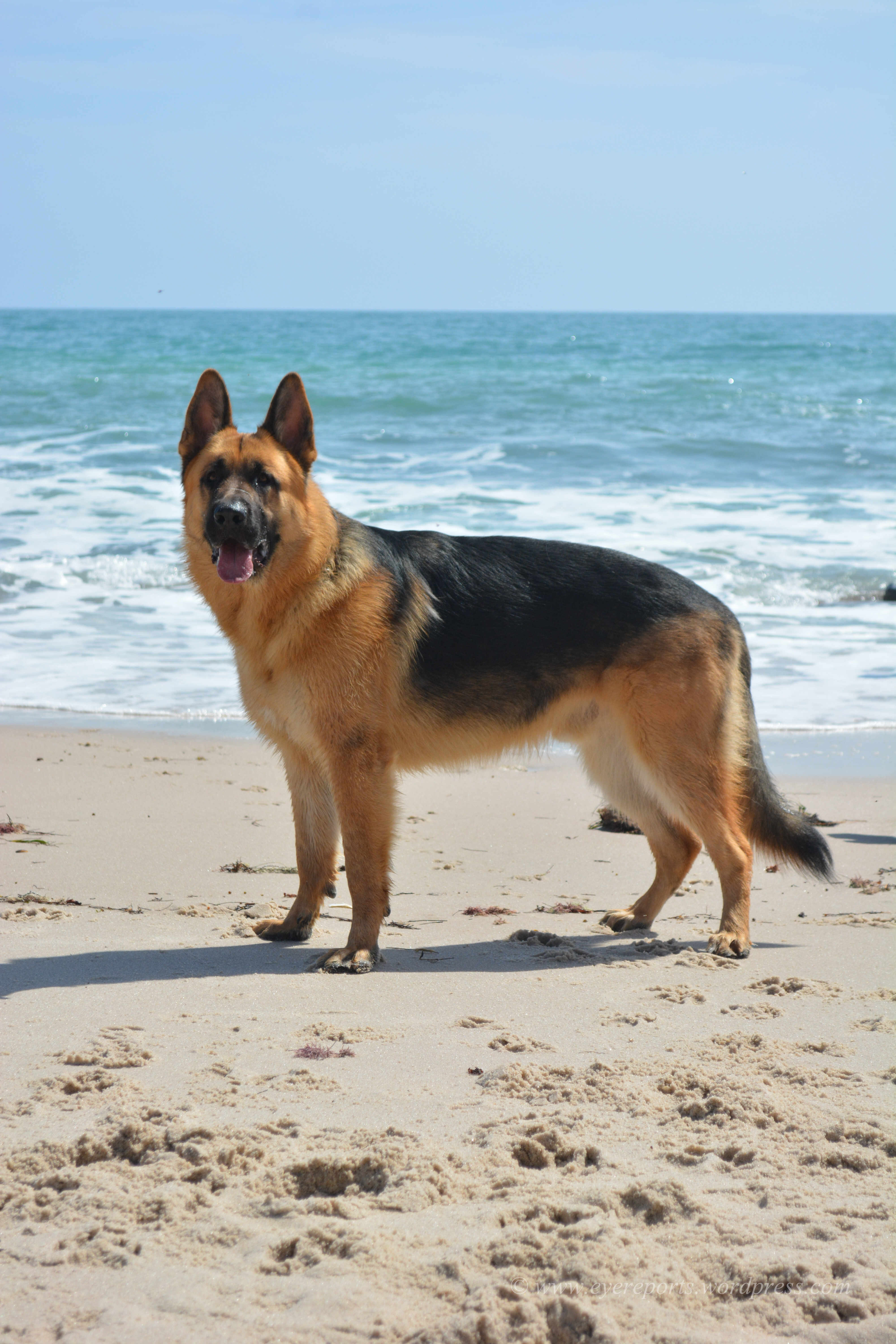
Немецкая овчарка
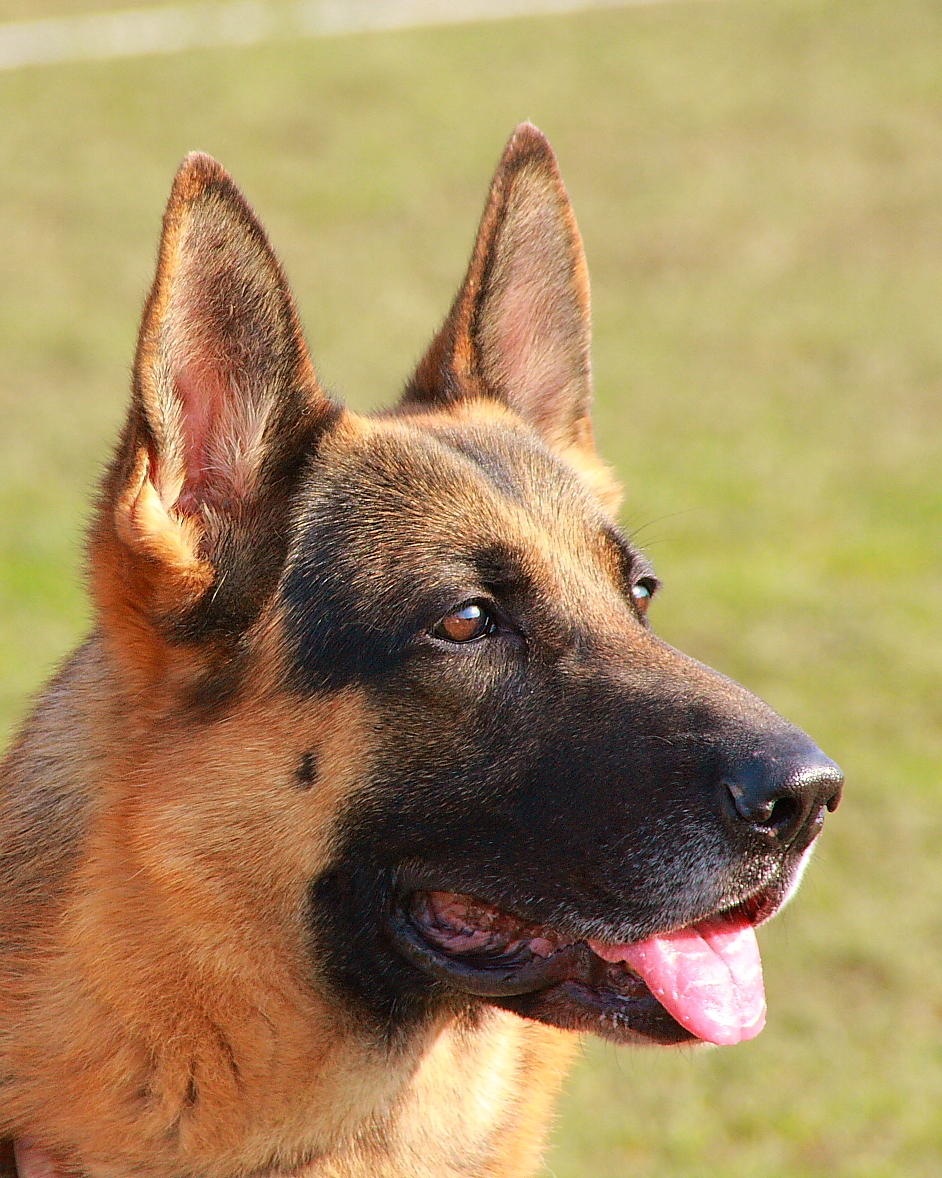
Немецкая овчарка
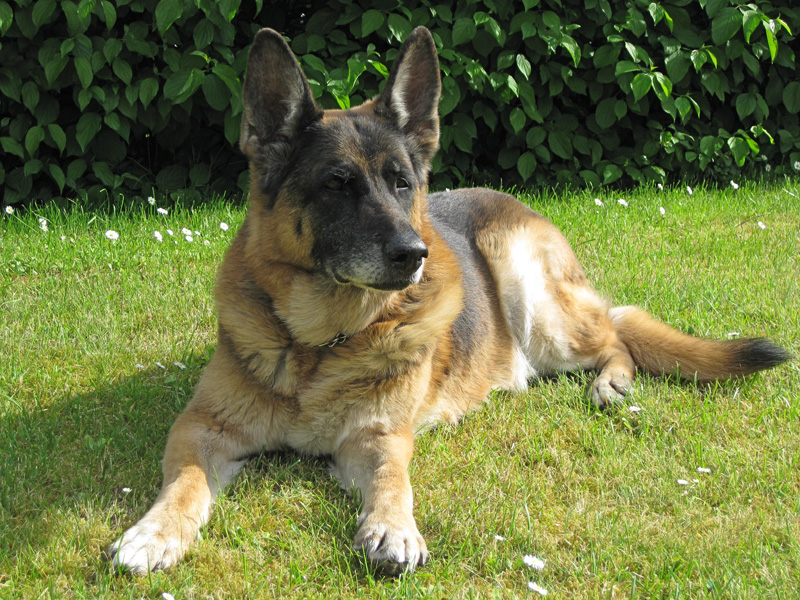
Немецкая овчарка (возраст: двенадцать лет)
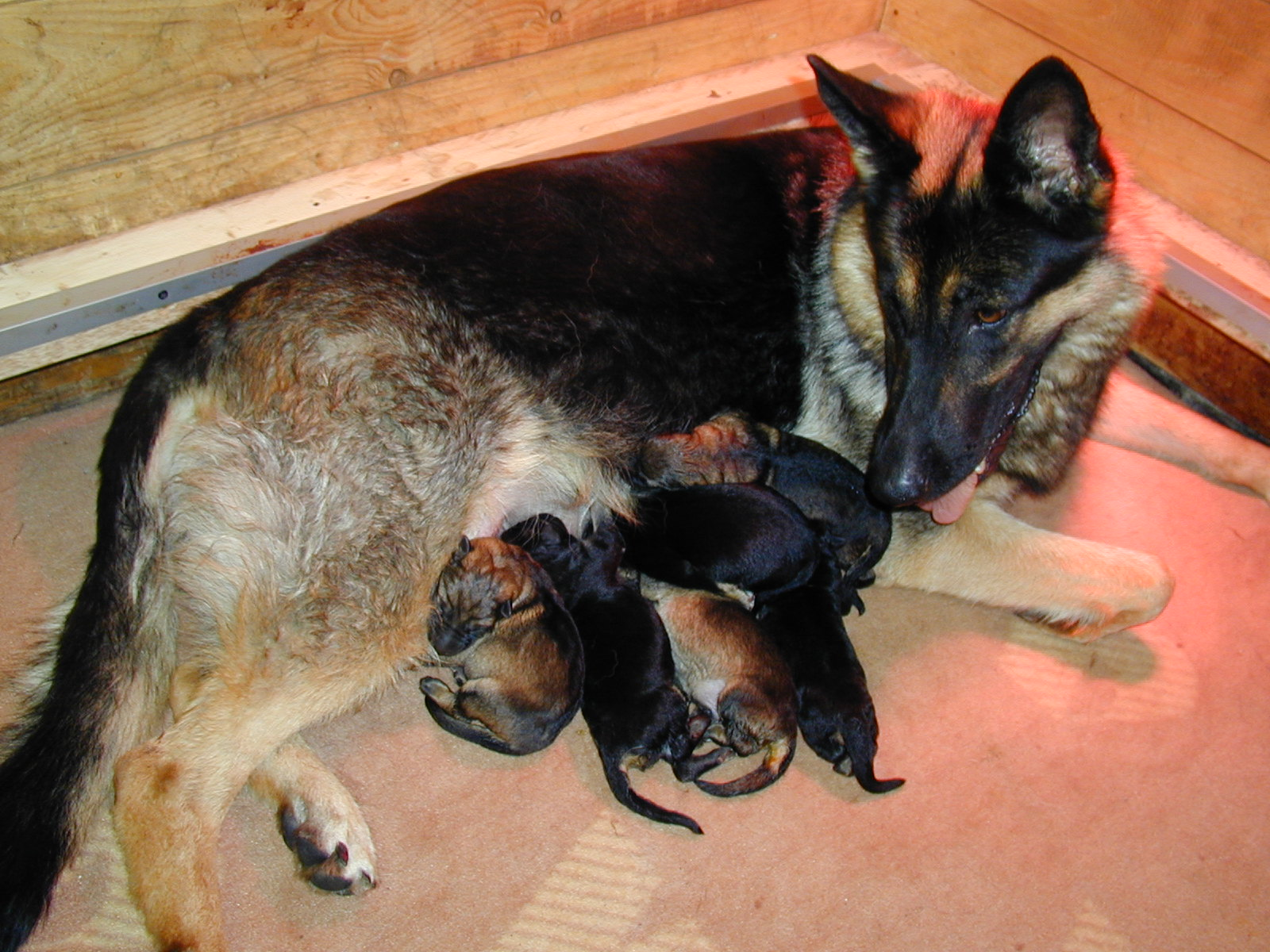
Немецкая овчарка со своими двухдневными щенками
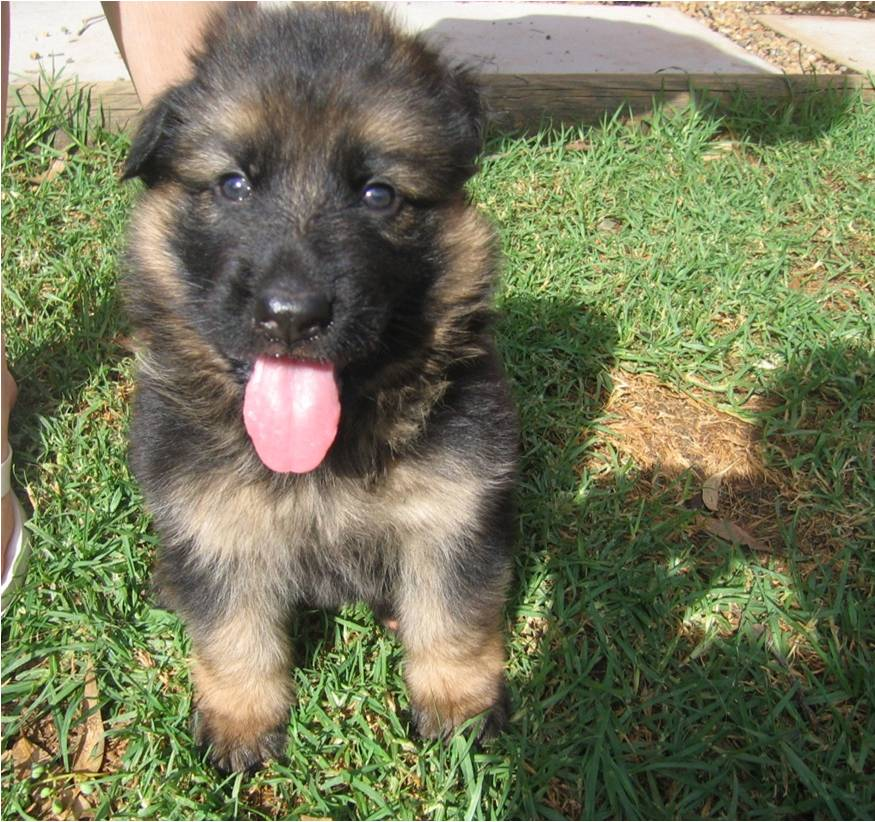
Щенок немецкой овчарки
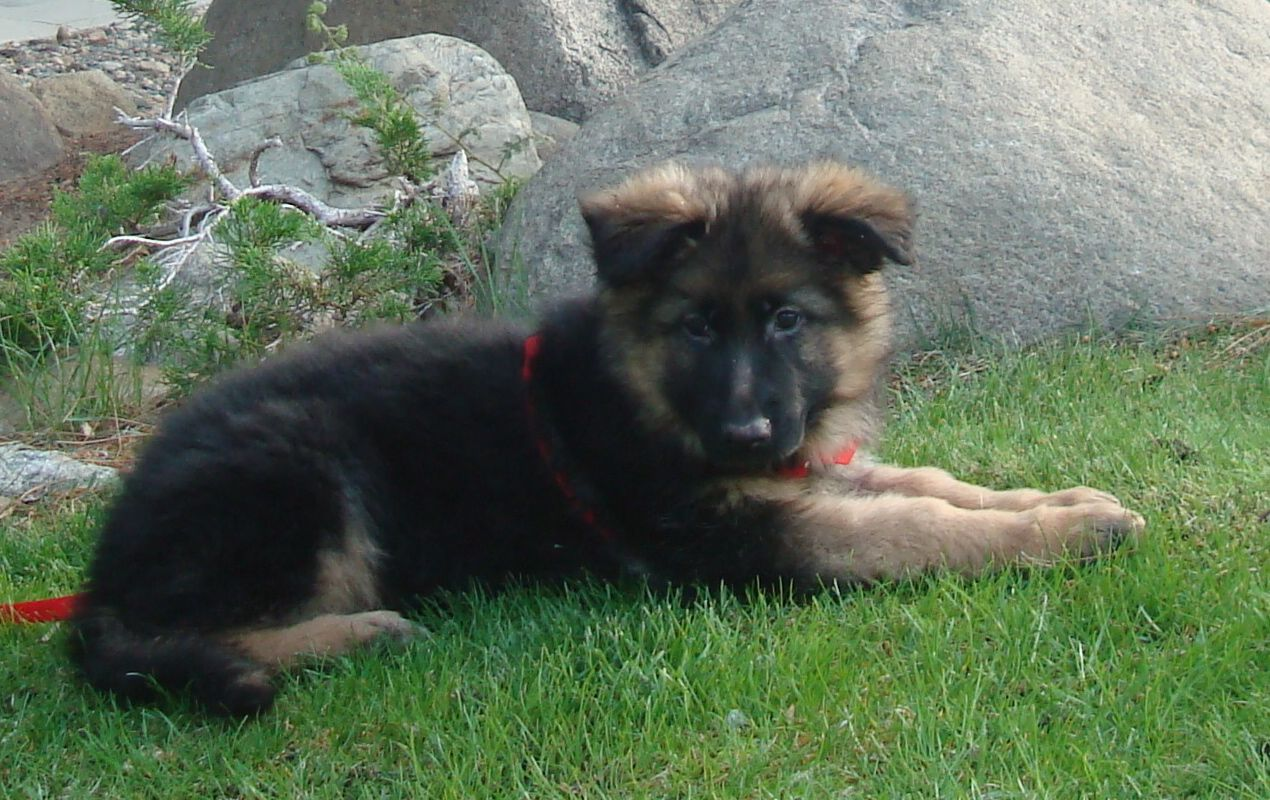
Щенок немецкой овчарки (возраст: девять недель)
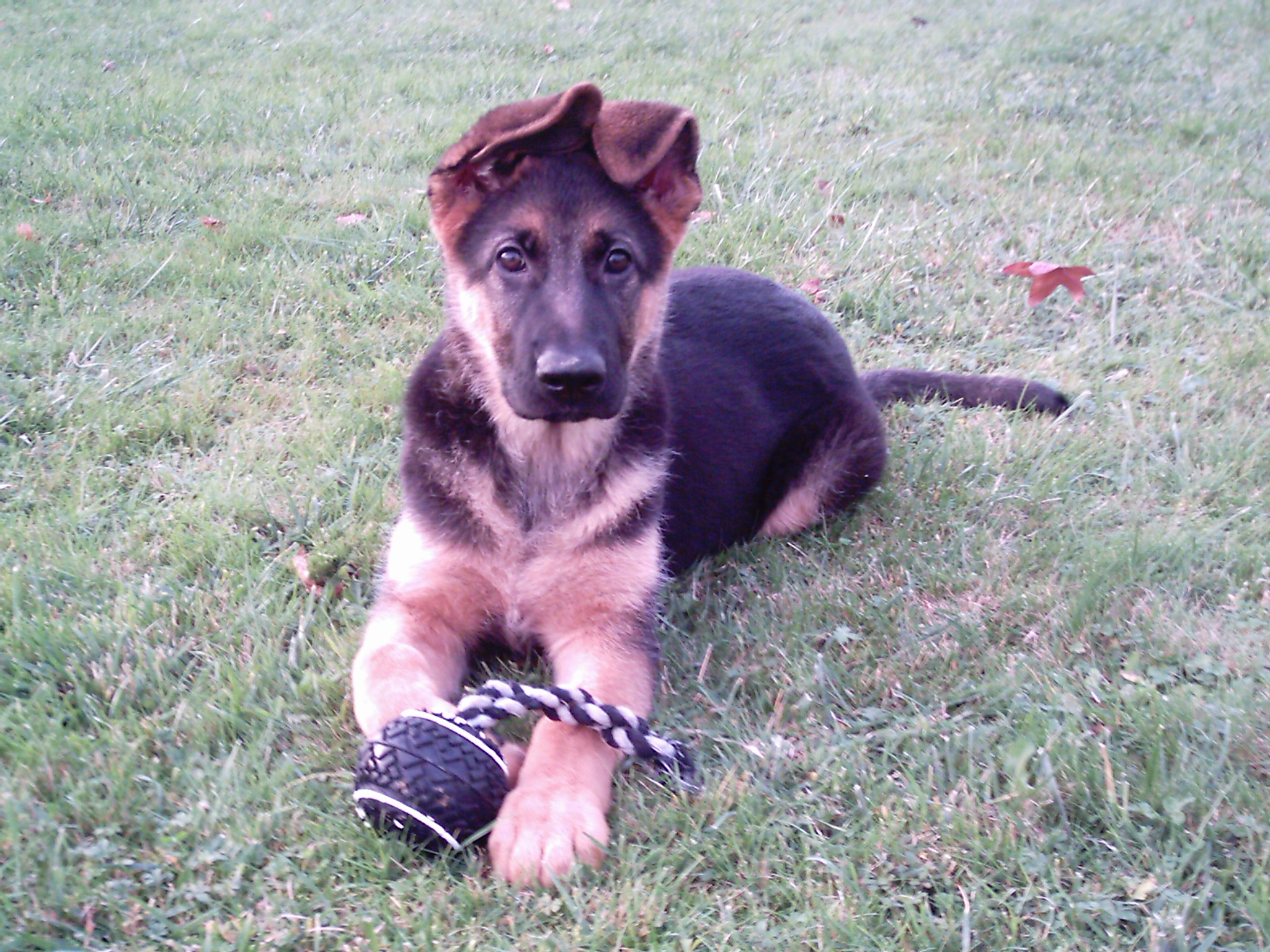
Немецкая овчарка (возраст: три месяца)
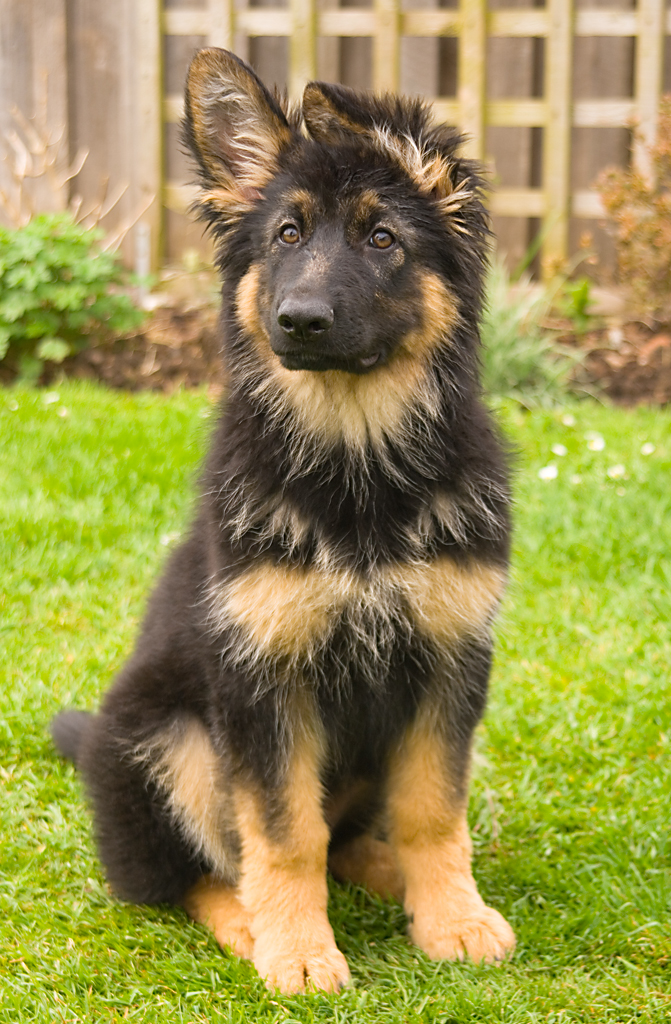
Немецкая овчарка (возраст: четырнадцать недель)
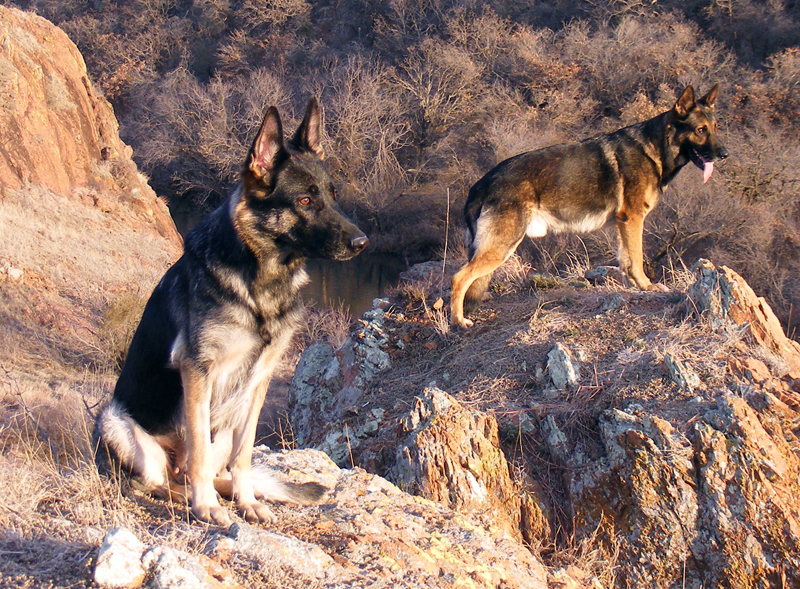
Две немецкие овчарки
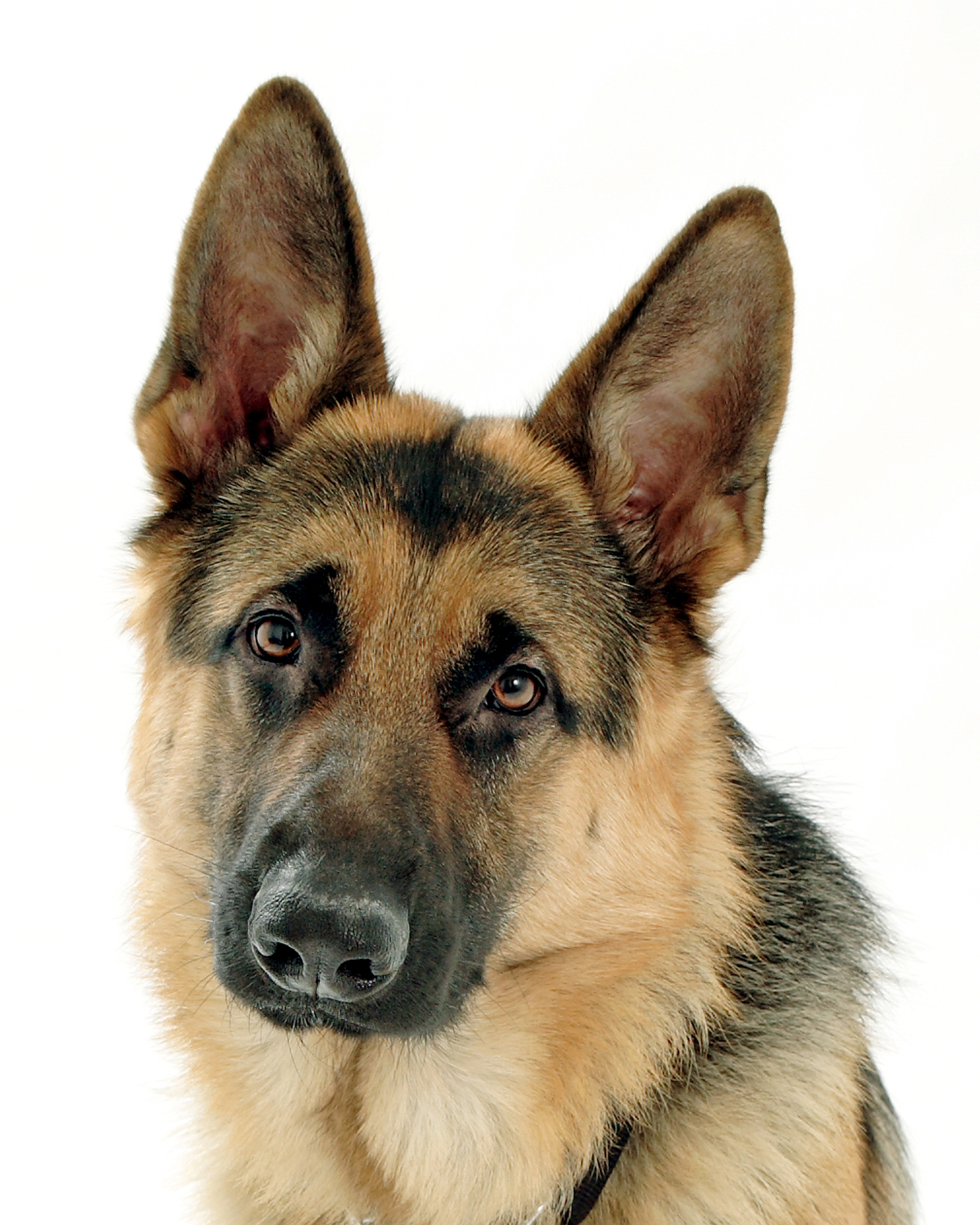
Немецкая овчарка
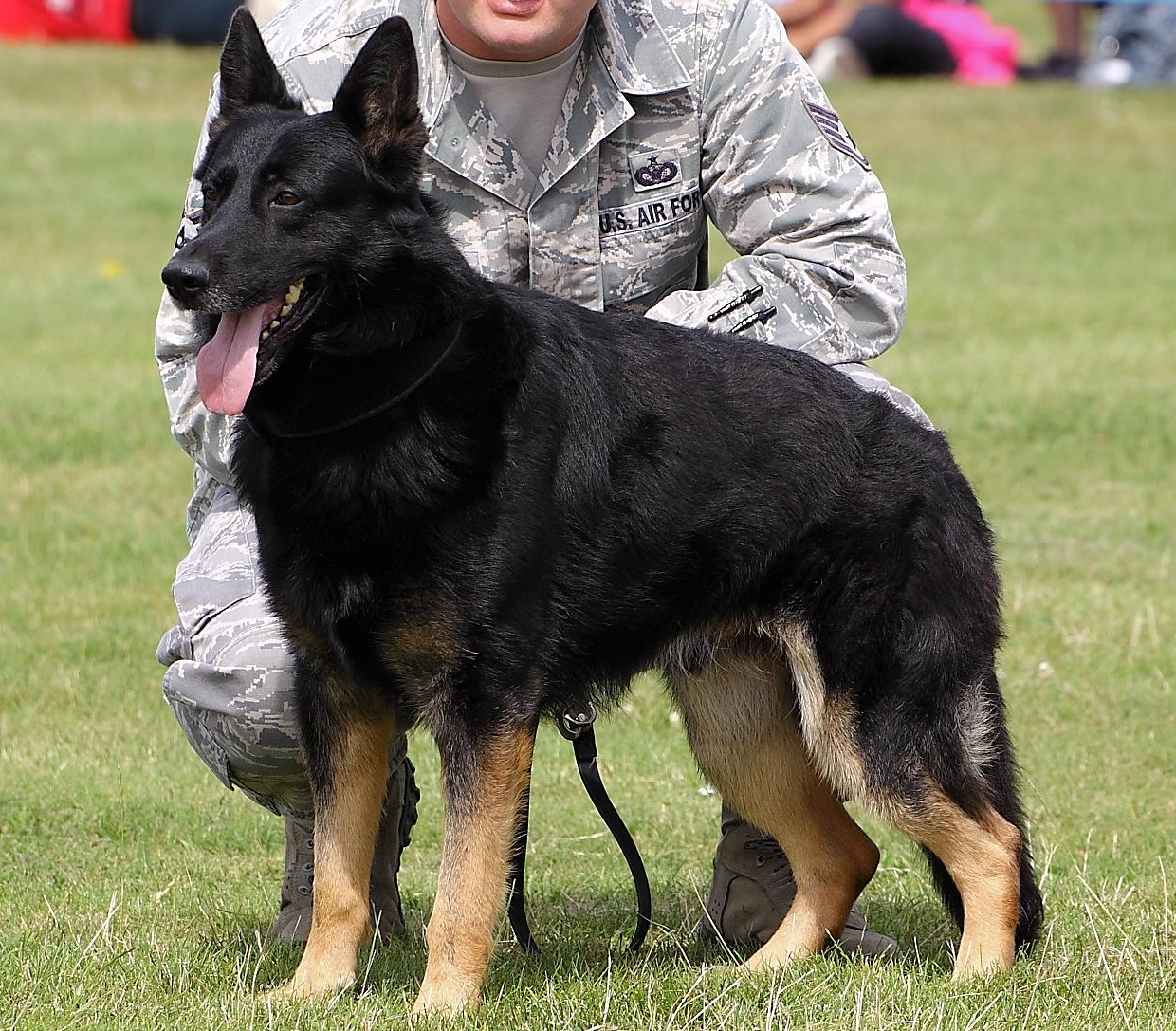
Немецкая овчарка рабочее разведение
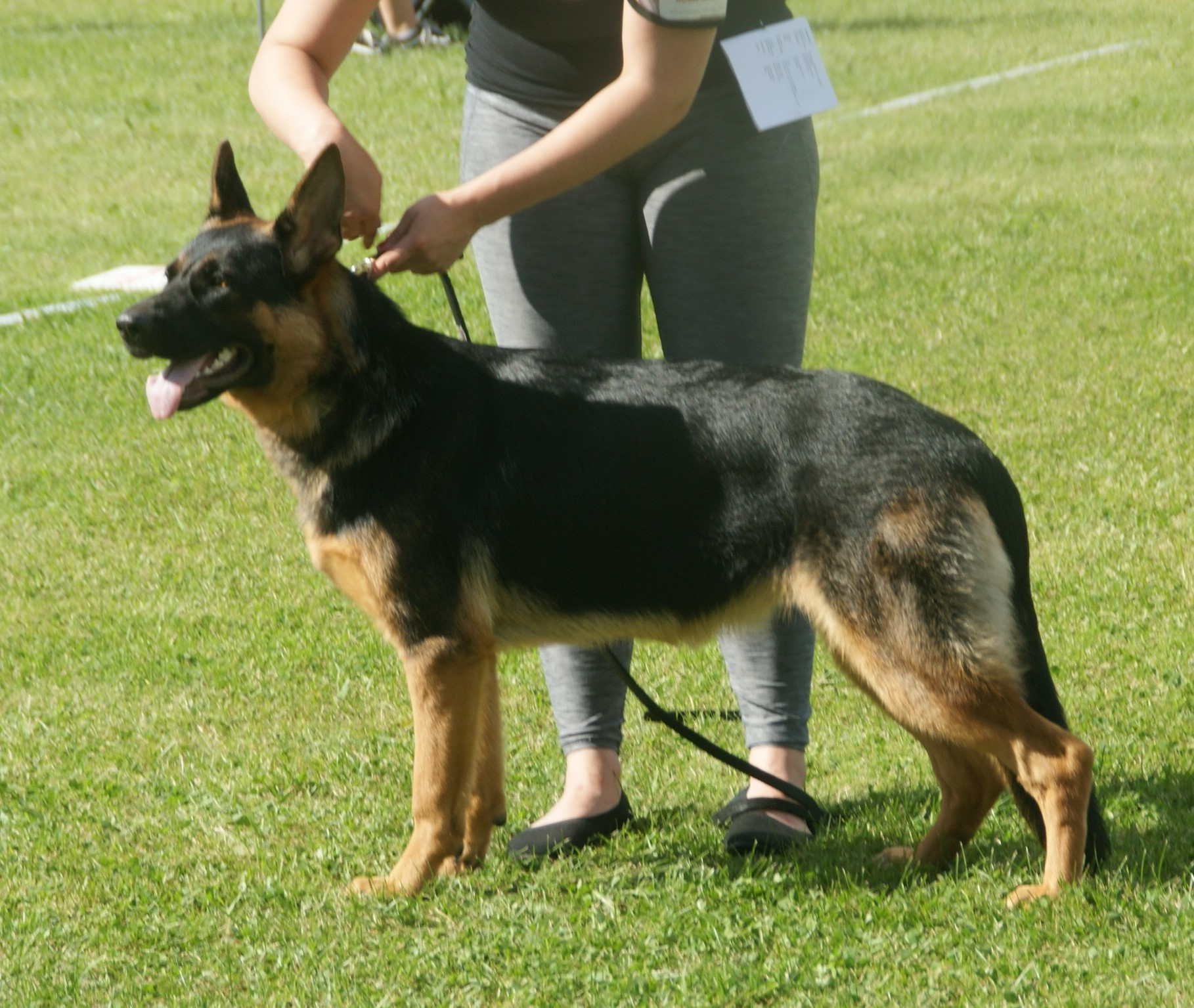
Немецкая овчарка рабочее разведение
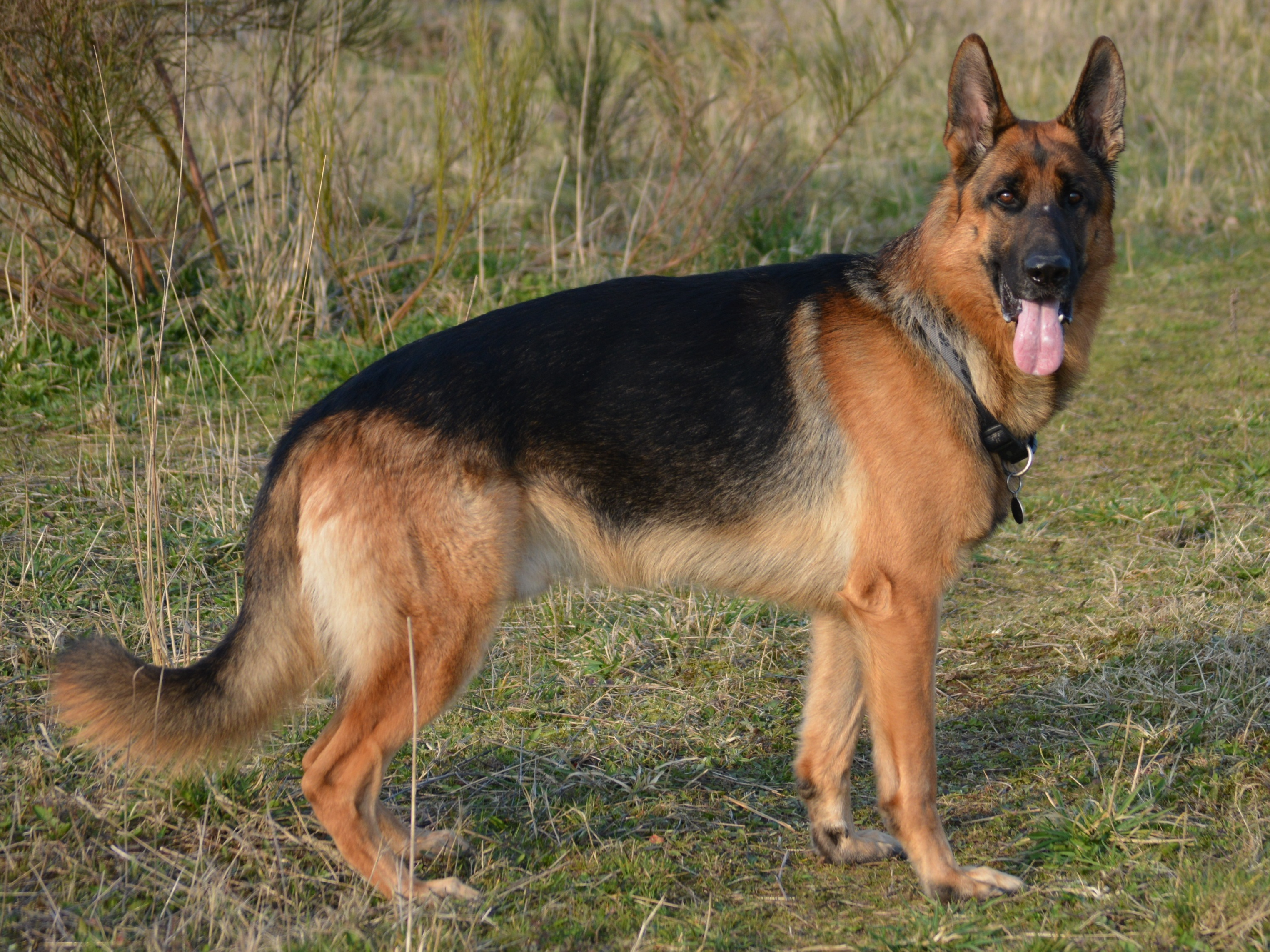
Немецкая овчарка
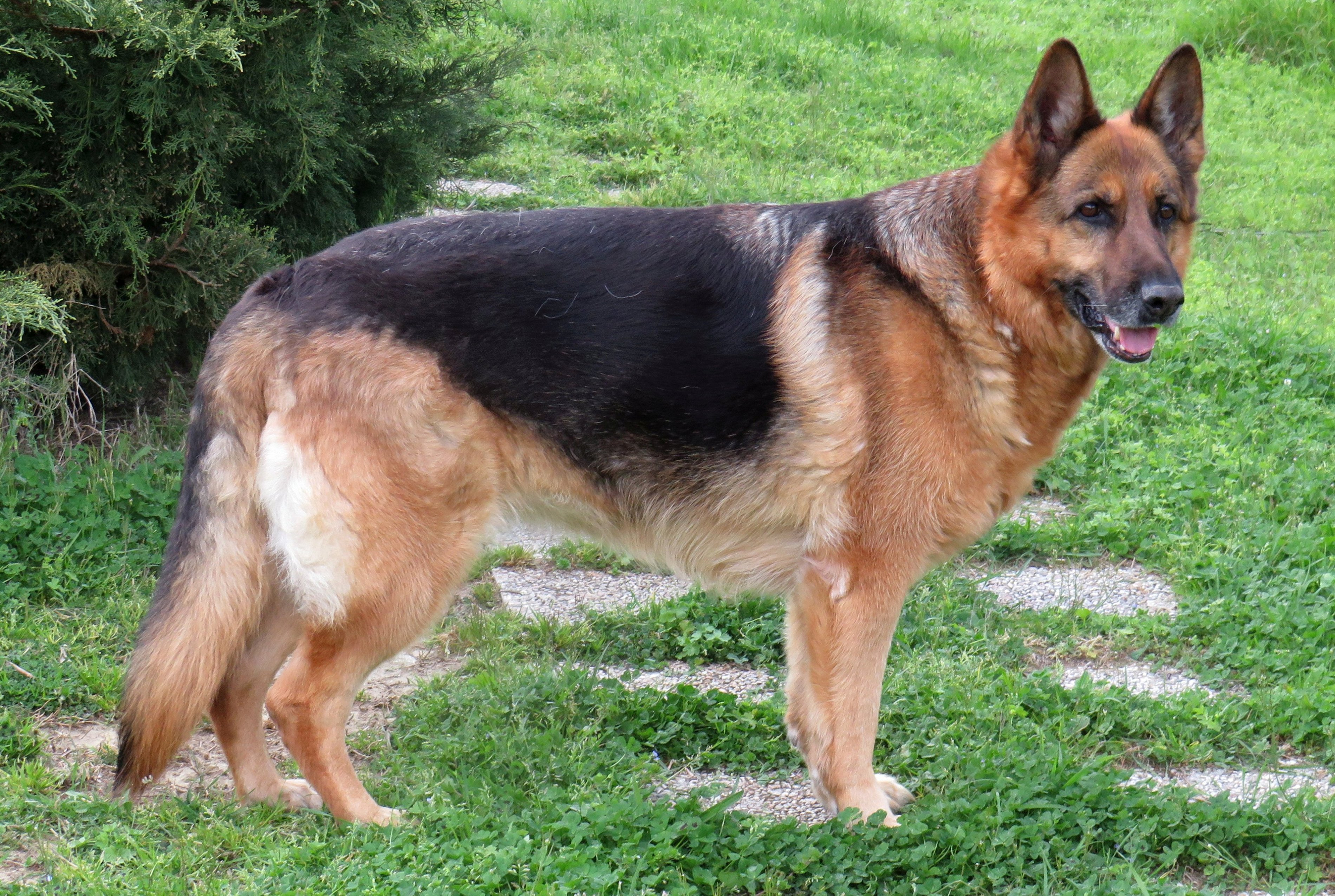
Немецкая овчарка
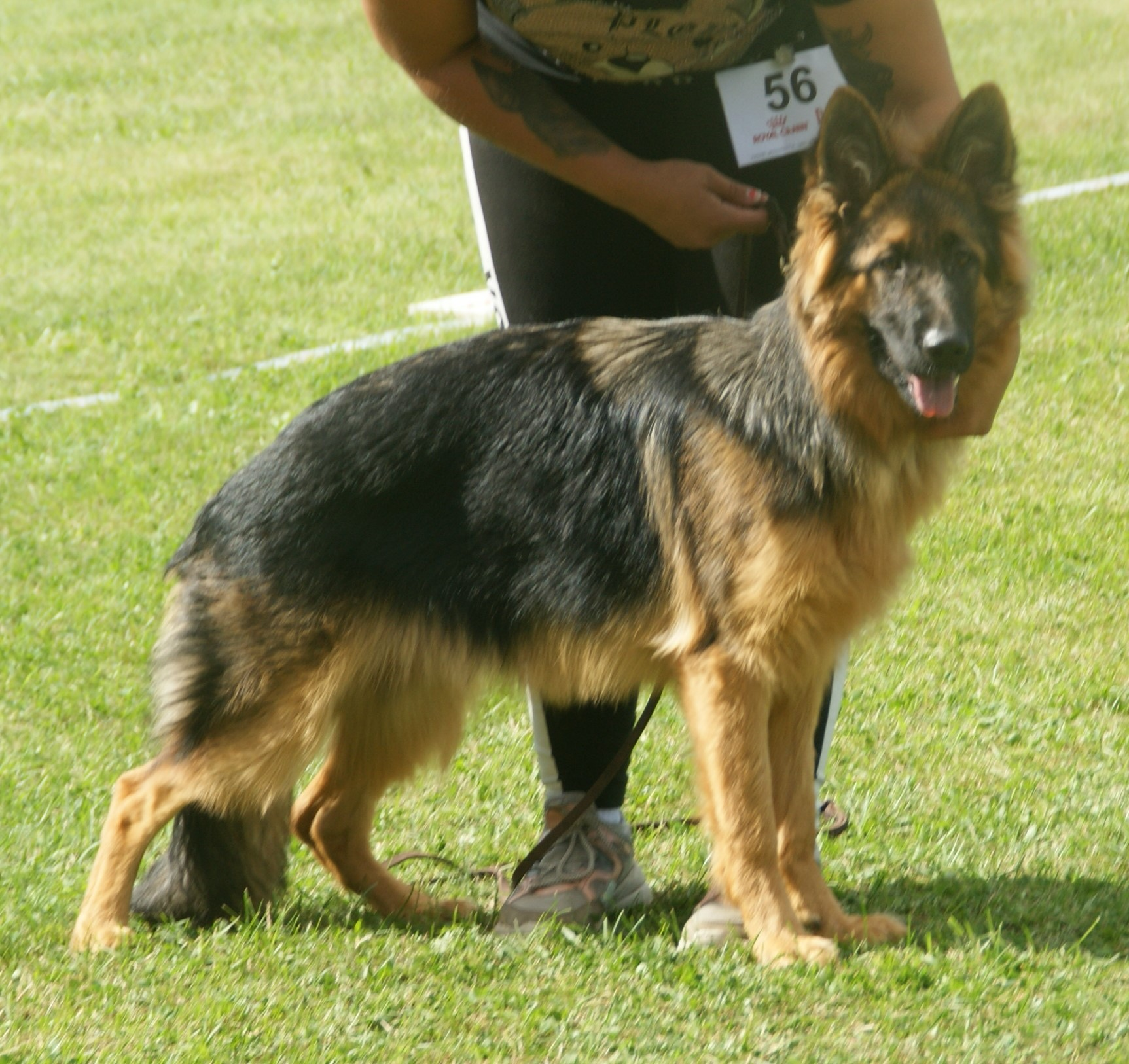
Немецкая овчарка длинношёрстная ( подросток)
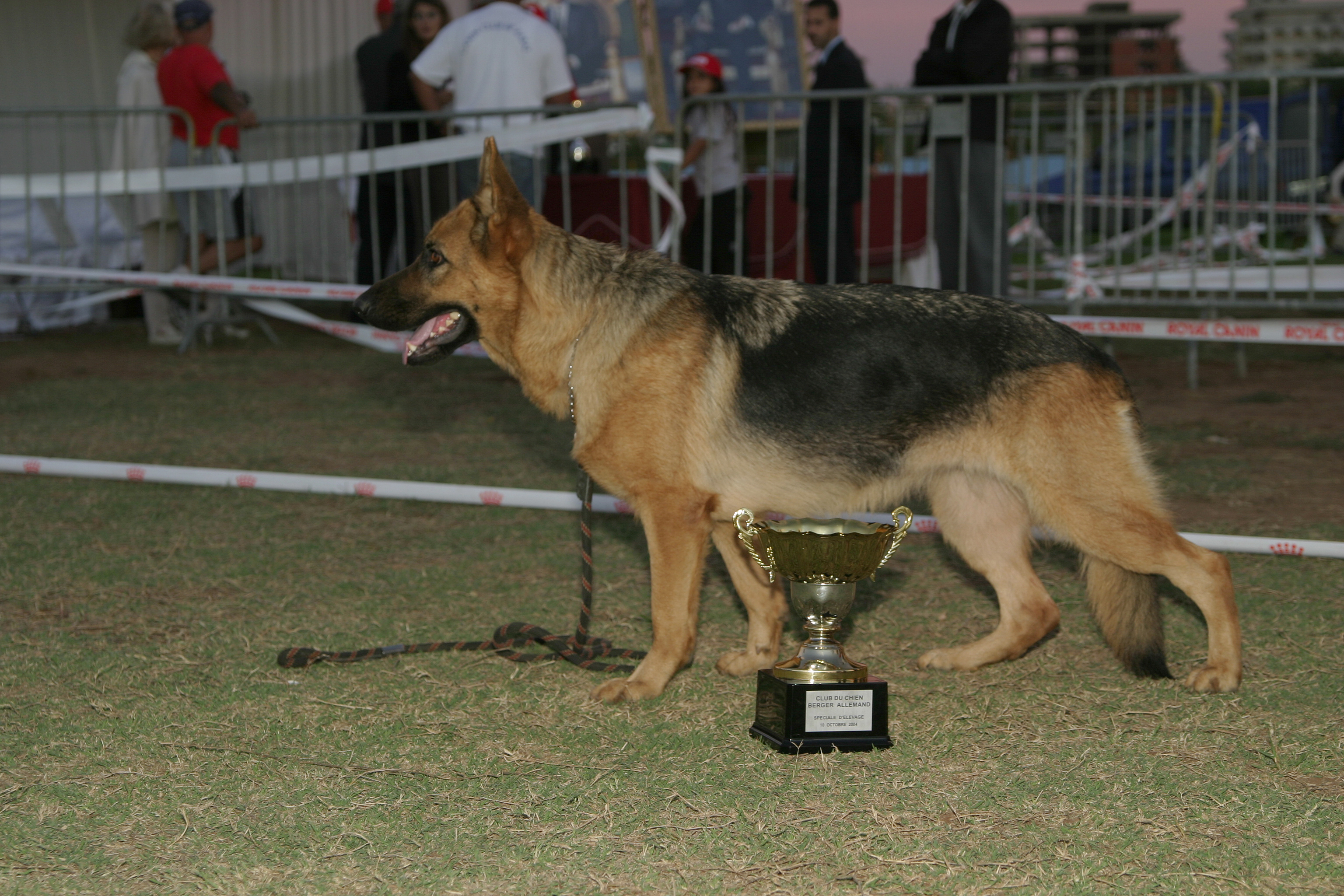
Немецкая овчарка
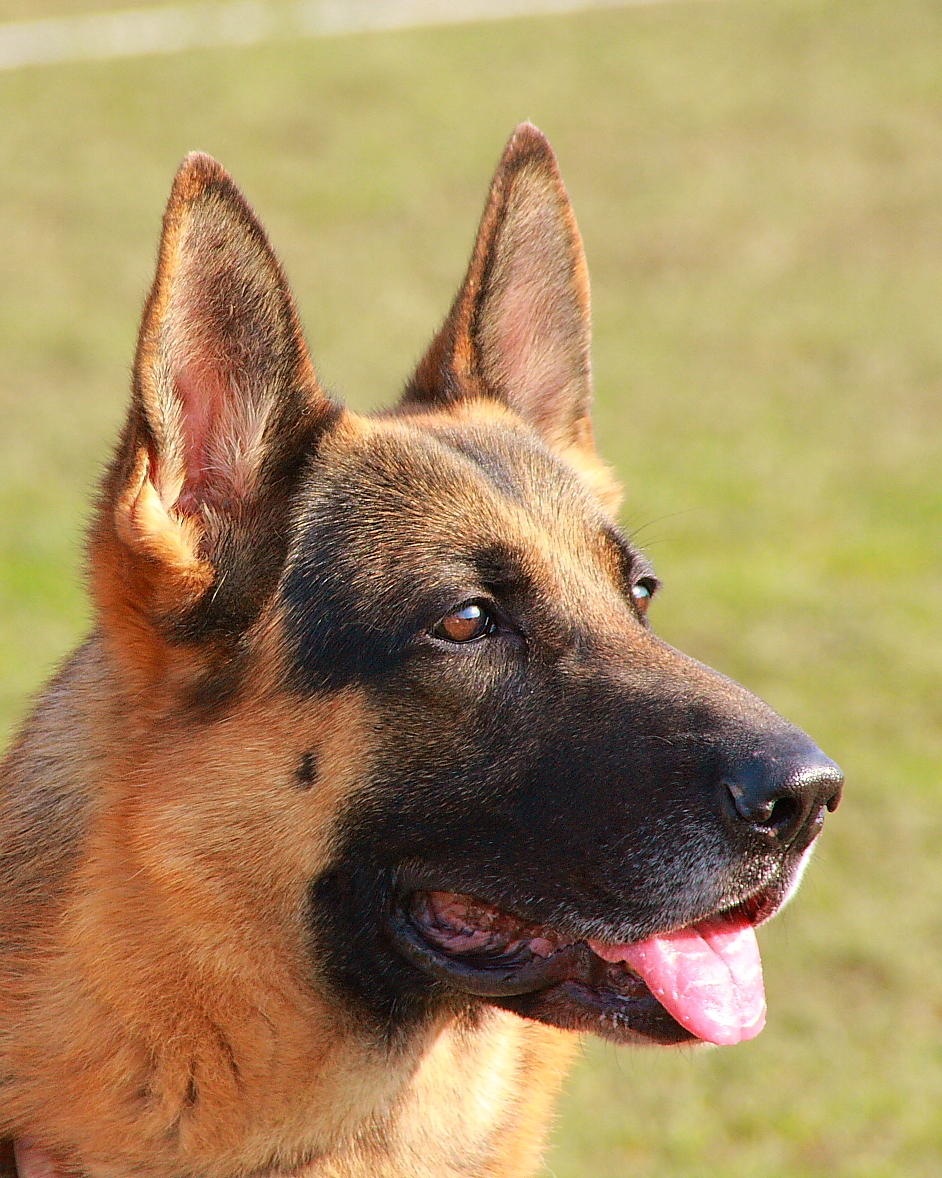
Немецкая овчарка
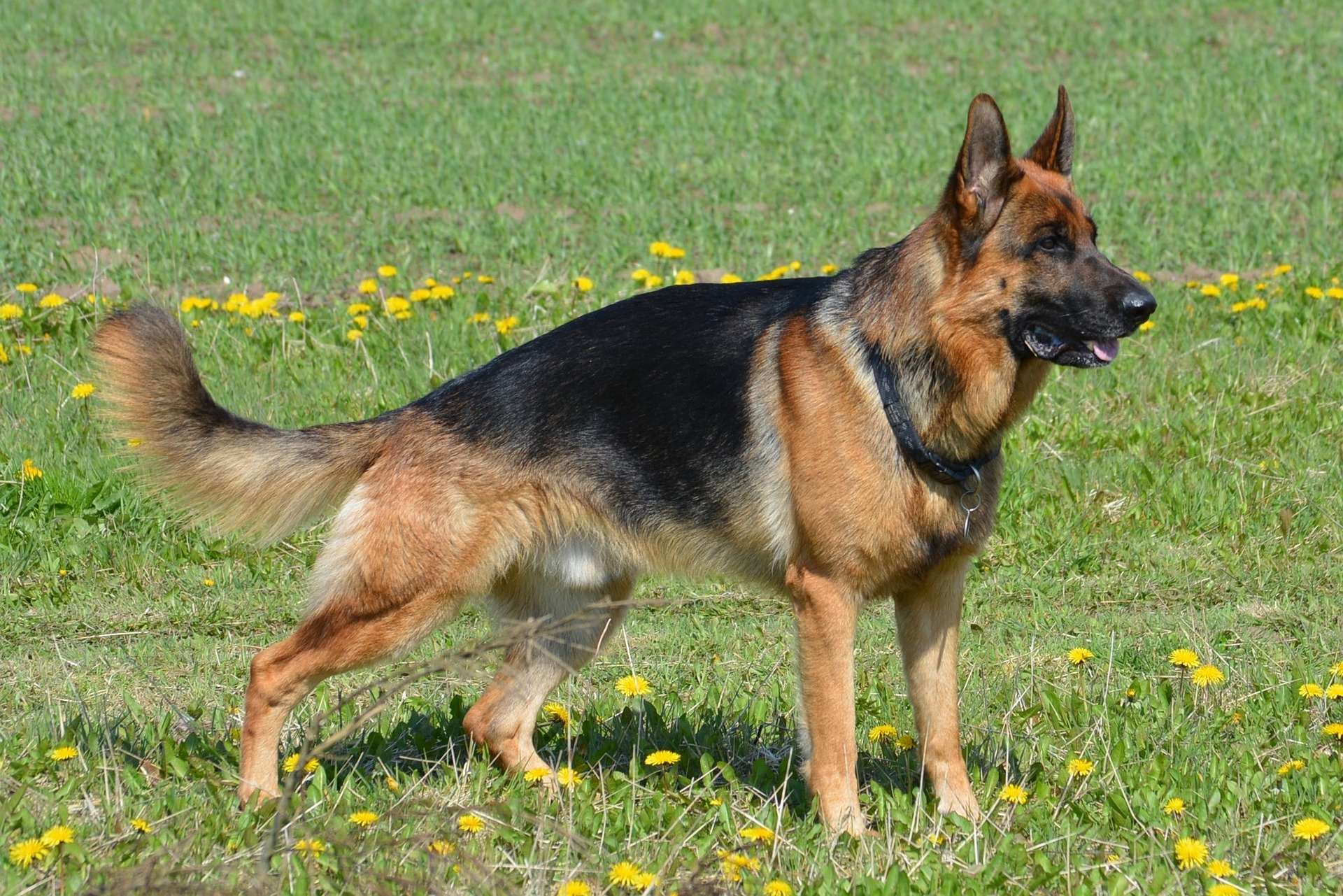
Немецкая овчарка